# Июльская революция 1927 года
Июльское восстание 1927 года (также известное как пожар в Венском дворце правосудия, нем. Wiener Justizpalastbrand) — бунт, начавшийся 15 июля 1927 года в Вене — столице Австрии.

## История
Столкновение было результатом конфликта между левым блоком, Социал-демократической партией Австрии (Республиканский шуцбунд) и правым альянсом, в который входили богатые промышленники, католическая церковь (Христианско-социальная партия) и националисты (Frontkämpfervereinigung Deutsch-Österreichs). Столкновение между этими группами во время собрания в Шаттендорфе 30 января 1927 привело к гибели ветерана Первой мировой войны и восьмилетнего мальчика. В июле суд Вены обвинил троих националистов из Frontkämpfer в том, что они стреляли в ветерана и ребёнка из засады. Защищённые адвокатом Вальтером Рилем и ссылающиеся на самооборону, они были оправданы на суде присяжных.
Этот «приговор Шаттендорфа» привел к всеобщей забастовке, целью которой было свержение правительства, возглавляемого канцлером Христианской социальной партии Игнацем Зайпелем. Массовые акции протеста начались утром 15 июля, когда разъярённая толпа попыталась штурмовать главное здание Венского университета на Рингштрассе. Протестующие напали и повредили близлежащий полицейский участок и здание газеты, прежде чем направиться к зданию парламента Австрии. Вынужденные полицией вернуться, они прибыли на площадь перед Дворцом правосудия. Около полудня протестующие ворвались в здание, выбив окна; затем они опрокинули мебель и начали поджигать папки. Вскоре здание загорелось, огонь быстро распространился, поскольку несколько демонстрантов атаковали венскую пожарную команду, перерезав шланги и предотвратив тем самым сдерживание пожара до раннего утра.
Бывший австрийский канцлер Йохан Шобер, тогдашний глава полиции Вены, подавил протесты силой. Он просил мэра от социал-демократов Карла Зейтца призвать австрийские вооружённые силы, но тот отклонил эту просьбу, как и министр обороны от Христианской социальной партии Карл Вогойн. В свою очередь, начальник полиции снабдил полицейских армейскими винтовками и публично объявил, что помещения будут очищены с применением силы, если пожарные команды не смогут беспрепятственно работать. После того, как советник Теодор Кёрнер тщетно пытался убедить толпу сдаться, полиция открыла огонь. В результате оказались убиты 89 протестующих. Погибли пять полицейских. Всего пострадали более 600 протестующих и примерно столько же полицейских.